# 부트비스
부트비스(BootVis)는 윈도우 XP가 설치된 컴퓨터의 시동 속도를 점검하여 시동 과정을 최적화하여 상당한 시동 시간을 줄여 준다. 마이크로소프트 제품이지만 지금은 더 이상 공식적인 윈도우 XP 프로그램이 아니다.

## 최적화
마이크로소프트사에 따르면, 부트비스의 버전은 1.3.37.0이지만 많은 전문가들의 개인용 컴퓨터에서는 "1337"로 나타난다고 한다. 윈도우 XP가 설치된 소비자 PC에서 돌아가는 이 프로그램에 대한 마이크로소프트의 기본 목표는 다음과 같다.
- 30초 안에 사용할 수 있는 상태로 시동한다.
- 20초 안에 최대 절전 모드 (S4)에서 빠져 나온다.
- 5초 안에 절전 모드 (S3)에서 빠져 나온다.

마이크로소프트는 또한 다음과 같이 주장한다:
"Bootvis.exe는 최종 사용자를 위해 시동/다시 진행(Resume) 속도를 개선시켜 주는 도구가 아님을 밝힙니다. 보고된 바와 반대로,  Bootvis.exe는 시스템의 시동 성능을 변화하거나 길이를 줄여 주지 않습니다. Bootvis.exe가 제공하는 시동 최적화 방식은 윈도우 XP에 내장되어 있는 것입니다. 이러한 방식은 운영 체제의 일반적인 기능의 일부이며 자동으로 미리 결정된 시간에 실행됩니다."
이 프로그램은 전원 단추를 누를 때부터 바탕 화면의 바로 가기 아이콘이 뜰 때까지의 시동과 다시 진행 시간을 측정한다. 서비스가 정말 개인용 컴퓨터 및 윈도 구성에 필수적인지 분석하고, 언제나 컴퓨터가 켜지자마자 실행되는 필요 없거나 과도한 서비스를 무시하게 하도록 시스템 시작 프로그램을 설정한다. Bootvis.exe 프로그램이 적절하게 실행되면, 시동 시간이 이전에 필요했던 시간보다 40% -- 60% 줄어들 것이다.